# Mischocyttarus sericeus
Mischocyttarus sericeus är en getingart som beskrevs av Richards 1978. Mischocyttarus sericeus ingår i släktet Mischocyttarus och familjen getingar. Inga underarter finns listade i Catalogue of Life.